# Piet Piraat en het zeemonster
Piet Piraat en het zeemonster is de vierde bioscoopfilm van Piet Piraat. De film uit 2013 is geregisseerd door Bart Van Leemputten en is een productie van Studio 100 in coproductie met Witebox.

## Verhaal
Piet Piraat hoopt te kunnen toetreden tot de Dappere Piratenclub. Daarvoor moet hij evenwel drie opdrachten uitvoeren. De laatste van die opdrachten is een zeemonster verslaan. De scheve schuit zet hiervoor koers naar het havenstadje Comino waar ze de stadsbewoners gaan verlossen van de bedreiging die het zeemonster veroorzaakt.

## Rolverdeling
| Acteur              | Personage                |
| ------------------- | ------------------------ |
| Peter Van De Velde  | Piet Piraat              |
| Dirk Bosschaert     | Berend Brokkenpap        |
| Anke Helsen         | Stien Struis             |
| Dirk Van Vooren     | Steven Stil              |
| Loes Van den Heuvel | Stella Struis            |
| Free Souffriau      | Maribel                  |
| Rudy Morren         | Kapitein Keikop          |
| Henny Huisman       | Kapitein Lichtblauwbaard |